# The Showdown (film 1950)
The Showdown è un film statunitense del 1950 diretto da Dorrell McGowan e Stuart E. McGowan.
È un film giallo ad ambientazione western con protagonisti Walter Brennan, Marie Windsor e Harry Morgan.

## Produzione
Il film, diretto e sceneggiato da Dorrell McGowan e Stuart E. McGowan su un soggetto di Dan Gordon e Richard Wormser, fu prodotto da Republic Pictures. Il titolo di lavorazione fu Sleep All Winter.

## Distribuzione
Il film fu distribuito negli Stati Uniti dal 15 agosto 1950 al cinema dalla Republic Pictures e dalla Republic Pictures Home Video per l'home video nel 1998.
Alcune delle uscite internazionali sono state:
- in Giappone il 10 agosto 1951
- in Germania Ovest il 16 ottobre 1951 (Blutrache in Montana)
- in Austria il marzo 1952 (Blutrache in Montana)
- in Brasile (Retribuicao a um Bandido)